# Будинок на вулиці Соломії Крушельницької, 13 (Львів)
Будинок за адресою вулиця Соломії Крушельницької, 13 у Львові — багатоквартирний житловий триповерховий будинок. Пам'ятка архітектури місцевого значення номер 1083.Розташований будинок у периметральній забудові вулиці.